# Carl Edmund von Berckefeldt
Carl Edmund von Berckefeldt (* 9. April 1830 in Münden; † 25. Oktober 1899 in Hannover) war ein hannoverscher Hauptmann, preußischer Major und zuletzt Bürgermeister von Springe.

## Herkunft
Seine Eltern waren der Oberst a. D. Carl Georg Friedrich Wilhelm Eberhard von Berckefeld (* 23. Mai 1795; † 12. November 1865) und dessen Ehefrau Sophie Dorothea Johanne Frederike Kritter (* 10. Oktober 1796; † 19. Januar 1869). Sein Vater war hannoverscher Oberst des Landwehr-Bataillons Minden sowie Erbherr auf Cuvental und Rittgerode.

## Leben
Berckefeld ging in das hannoversche Kadettenkorps und kam am 30. Mai 1848 in das 2. Jägerbataillon. Am 6. August 1848 wurde er als Seconde-Lieutenant in das 3. Jägerbataillon versetzt und nahm als solcher am ersten schleswigschen Krieg teil. Es dauerte bis zum 11. September 1856, bis er zum Premier-Lieutenant befördert wurde. Am 20. September 1859 wurde er Hauptmann und am 21. September 1862 dann als Kompaniechef in das 2. Jägerbataillon versetzt. Während des Deutschen Krieges von 1866 kämpfte er gegen die Preußen. Nach der Niederlage im Krieg wurde das Königreich von Preußen annektiert und die Armee aufgelöst. So erhielt Berckefeldt am 1. Januar 1867 seine Entlassung.
Er wechselte in preußische Dienste und wurde am 9. März 1867 als Hauptmann 1. Klasse in das 30. Infanterieregiment aggregiert und dort am 14. November 1867 als Kompaniechef einrangiert. Während des Deutsch-Französischen Krieges wurde er am 20. Juni 1870 als überzähliger Major aggregiert, am 3. August 1870 einrangiert und am 16. Oktober 1870 zum Bataillonskommandeur ernannt. Im Gefecht bei Rambervillers wurde er durch einen Schuss in die Brust schwer verletzt. Für den Feldzug erhielt er das Eiserne Kreuz 2. Klasse.
Nach dem Krieg wurde er am 13. April 1872 als Kommandeur in das II. Bataillon des 55. Infanterieregiments versetzt und am 12. November 1874 mit Pension und der Erlaubnis zum Tragen der Uniform des 55. Infanterieregiment verabschiedet.
Nach seinem Ausscheiden aus der Armee wurde er zunächst Amtmann in Castrop und Wetter an der Ruhr. Zuletzt war er Bürgermeister in Springe. Bei einem Besuch in Amerika starb seine Frau. Nach seiner Rückkehr lebte er ab 1895 auf dem Rittergut Bothmer bei Schwarmstedt und starb am 25. Oktober 1899 in Hannover.

## Familie
Berckefeldt heiratete am 27. März 1857 in Lamspringe Ulrike Charlotte Julie von Voigt (* 18. November 1833; † 19. September 1893 in Fort Smith). Das Paar hatte mehrere Kinder:
- Karl Otto Theodor (* 11. April 1858; † 10. Mai 1929) ⚭ 1888 Helene Karoline Charlotte Liese (* 24. August 1868)
- Otto Adalbert Theodor Guido (* 20. Mai 1859; † 16. November 1886 auf Sumatra), in holländischen Diensten
- Eberhard Ludwig Albrecht (* 31. Oktober 1860; † 7. Juli 1943), nach Amerika ausgewandert ⚭ Maria J. “Dollie” Wilcox
- Hugo Albert Bernhard (* 14. Juli 1862), nach Amerika ausgewandert
- Theodor Ulrich Ottomar Max (1864–1865)
- Franz Wilhelm Jobst (* 5. Oktober 1865; † 7. März 1943), Kaufmann in Cawnpore, Ostindien ⚭ 1897 Ernestine Mayer (* 15. Juni 1878)
- Adele Albertine Cäcillie Charlotte Luise (* 5. Mai 1868; † 16. Februar 1885)
- Ernst Richard Karl (* 3. Januar 1874; † 18. Mai 1936), nach Amerika ausgewandert, Fort Smith, Arkansas ⚭ Elizabeth (Betty) Jackson
- Georg Ernst Ottomar Brand (* 3. September 1877; † 16. November 1950), Kaufmann in Kalkutta ⚭ 1905 Edith Winn